# アングレーム条約
アングレーム条約（アングレームじょうやく、英語: Treaty of Angoulême）は1619年8月10日、フランス王ルイ13世とその母マリー・ド・メディシスの間で締結された条約。条約はリュソン司教リシュリューが調停した。条約は2人の和解を定め、2人の支持者の間の内戦を終結させた。